# Meganthias
Meganthias is een geslacht van straalvinnige vissen uit de familie van de zaag- of zeebaarzen (Serranidae).